# جایزه بزرگ استرالیا ۲۰۰۸
جایزه بزرگ استرالیا ۲۰۰۸ (با نام رسمی جایزه بزرگ فرمول ۱ استرالیا آی‌ان‌جی ۲۰۰۸ (به انگلیسی: 2008 Formula 1 ING Australian Grand Prix)) یک مسابقهٔ موتوری فرمول یک بود که در ۱۶ مارس ۲۰۰۸ در پیست جایزه بزرگ ملبورن واقع در ملبورن، استرالیا برگزار شد. این مسابقه، نخستین مسابقهٔ فصل ۲۰۰۸ فرمول یک بود. لوییس همیلتون با تیم مک‌لارن، با ۰٫۱۵ ثانیه اختلاف زمانی کسب‌شده در مرحلهٔ مقدماتی، این مسابقه را از پول پوزیشن و جلوتر از رابرت کوبیکا از تیم ب‌ام‌و سائوبر آغاز کرد.
این مسابقه همچنین نخستین مسابقه پس از جایزه بزرگ سان مارینو ۲۰۰۱ بود که خودروهای حاضر در آن از سامانهٔ کنترل کشش استفاده نمی‌کردند؛ چرا که استفاده از این سامانه در پایان فصل ۲۰۰۷ توسط فدراسیون بین‌المللی اتومبیل‌رانی ممنوع شده‌بود.

## جدول رده‌بندی قهرمانی پس از مسابقه
| ج.    | راننده         | امتیاز |
| ----- | -------------- | ------ |
| ۱     | لوییس همیلتون  | ۱۰     |
| ۲     | نیک هایدفلد    | ۸      |
| ۳     | نیکو رزبرگ     | ۶      |
| ۴     | فرناندو آلونسو | ۵      |
| ۵     | هیکی کوالاینن  | ۴      |
| منبع: |                |        |

| ج.    | سازنده          | امتیاز |
| ----- | --------------- | ------ |
| ۱     | مک‌لارن-مرسدس    | ۱۴     |
| ۲     | ویلیامز-تویوتا  | ۹      |
| ۳     | ب‌ام‌و سائوبر     | ۸      |
| ۴     | رنو             | ۵      |
| ۵     | تورو روسو-فراری | ۲      |
| منبع: |                 |        |